# Tulipa pulchella
Tulipa pulchella är en liljeväxtart som först beskrevs av Eduard August von Regel, och fick sitt nu gällande namn av John Gilbert Baker. Tulipa pulchella ingår i släktet tulpaner, och familjen liljeväxter. Inga underarter finns listade.

## Bildgalleri

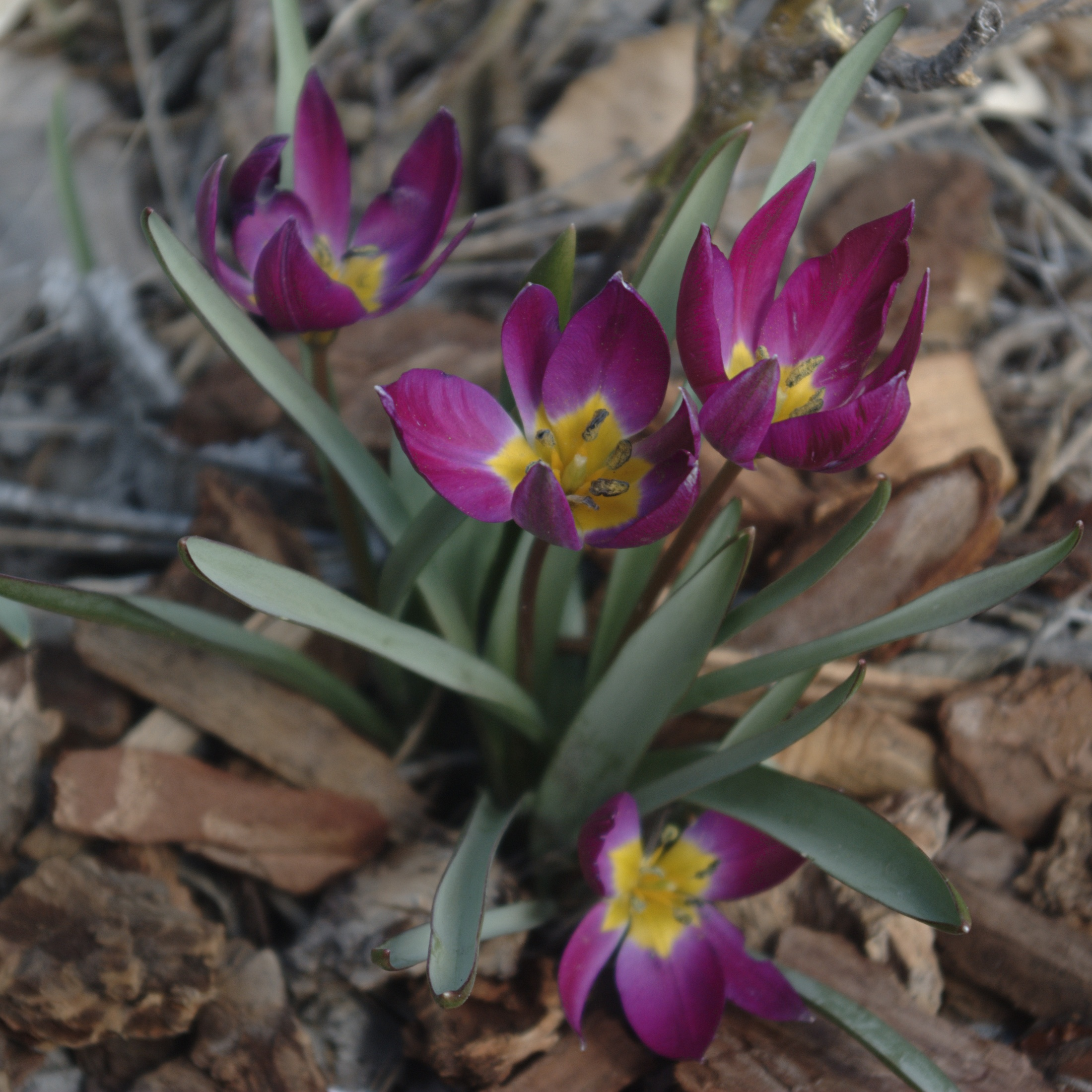